# هريفيلتو مارتينس
هريفيلتو مارتينس (Herivelto Martins) أو هريفيلتو دي أوليفيرا مارتينس (30 يناير 1912 - 17 سبتمبر 1992) كان ملحن برازيلي، ألف العديد من الأغاني المشهورة من بينها Ave Maria No Morro .

## وصلات خارجية
- هريفيلتو مارتينس على موقع IMDb (الإنجليزية)
- هريفيلتو مارتينس على موقع ميوزك برينز (الإنجليزية)
- هريفيلتو مارتينس على موقع أول ميوزيك (الإنجليزية)
- معزوفة آفي ماريا نو مورو من موقع يوتيوب على يوتيوب